# Noite das Garrafadas
A Noite das Garrafadas foi como ficou conhecido um episódio da história do Brasil Império, que envolvia portugueses que apoiavam D. Pedro I e brasileiros que faziam oposição ao imperador - foi um dos principais acontecimentos do período imediatamente anterior à abdicação do monarca, em 7 de abril de 1831.

## Contexto Histórico
Durante os últimos anos, o absolutista Miguel I de Portugal tomou o trono de sua sobrinha Maria II de Portugal, filha do Imperador Pedro I do Brasil. Pedro tomou para si os assuntos da corte portuguesa. Vários movimentos nativistas e nacionalistas brasileiros se incomodaram com a posição de Dom Pedro I, a qual de acordo com os liberais - que se aliaram ao movimento nativista - estava dando mais atenção aos assuntos de Portugal do que aos brasileiros, chamando o mesmo de Dom Pedro IV  de Portugal, em vez de Dom Pedro I.

## História
No dia 20 de novembro de 1830, o jornalista Líbero Badaró, que denunciava o autoritarismo do imperador D. Pedro I, é assassinado - e supõe-se que foi a mando do próprio governante. Os assassinos eram aliados políticos do imperador e esse episódio desencadeou uma onda de manifestações contrárias ao seu governo.
Em março de 1831, D. Pedro I viaja para Minas Gerais, buscando conter agitações federalistas locais. Nova onda de boatos espalhou a notícia de que ele preparava um golpe absolutista, planejando dissolver o Congresso. Por isso, no dia 11 de março ele retorna ao Rio de Janeiro, onde volta a encontrar oposição aberta nas ruas da cidade. O conflito culminou na noite do dia 13, quando os comerciantes portugueses, partidários de d. Pedro, prepararam uma grande festa para celebrar o retorno, com fogueiras, iluminações, girândolas e lençóis com as cores nacionais. Já os liberais brasileiros entenderam os festejos como uma ofensa à dignidade nacional. E assim se iniciava o conflito conhecido como Noite das Garrafadas — por conta dos objetos atirados. Este confronto se sucedeu de tensões já altas entre os dois grupos. O Rio de Janeiro passava por uma onda oposicionista e xenofóbica, que atacava em especial os portugueses. O que havia começado como simples insultos pelos dois grupos, os nativistas e os portugueses, culminou na agressão física. A briga culminou com a expulsão dos brasileiros da Rua Quitanda, devido a garrafas jogadas pelos portugueses do alto de suas casas. O conflito durou três dias até que no dia 15, forças policiais chegaram ao local. Entre os presos da briga, se encontravam oficias jovens brasileiros, agravando mais ainda a tensão entre os grupos.  Estes oficiais brasileiros seriam libertos por Francisco de Lima e Silva, que fora recolocado no posto de Comandante das Armas da Corte. Esse episódio teve importância primordial na crise política que resultaria na abdicação de D. Pedro I em 7 de abril.
A "Noite das Garrafadas" é um dos exemplos de muitas revoltas que aconteceram durante o primeiro reinado, por causa das instabilidades do governo de D. Pedro I.